# 王權條約
王權條約（德語：Krontraktat）在1700年11月16日簽署，此前勃蘭登堡選帝侯兼普魯士公爵腓特烈三世承諾為即將到來的西班牙王位繼承戰爭提供8,000人的兵力。利奧波德一世皇帝作為回報，皇帝承諾腓特烈未來可以加冕為“普魯士國王”，而這將在神聖羅馬帝國和整個歐洲得到承認。加冕典禮於1701年1月18日在柯尼斯堡舉行。從1701年4月起，更名為“普魯士王家特遣隊”的部隊在部署到了萊茵河下游。1702年4月，它在凱撒斯韋斯圍城戰中首次參加敵對行動。